# Prêmio Saturno de melhor filme de ação ou aventura
O Prêmio Saturno de Melhor Filme de Ação, Aventura e Suspense (em inglês: Saturn Award for Best Motion Picture in Action, Adventure and Suspicious) é um dos prêmios oferecidos pela Academy of Science Fiction, Fantasy & Horror Films.
Notas:
- "†" indica um filme vencedor do Oscar de Melhor Filme.
- "‡" indica um filme indicado ao Oscar de Melhor Filme.

| Ano     | Vencedores                                         | Indicados |
| ------- | -------------------------------------------------- | --- |
| 1994    | Pulp Fiction ‡                                     | Clear and Present Danger The Jungle Book Red Rock West The Shawshank Redemption ‡ Speed True Lies                 |
| 1995    | The Usual Suspects                                 | Apollo 13 ‡ Braveheart † Die Hard with a Vengeance GoldenEye Heat Se7en                                           |
| 1996    | Fargo ‡                                            | Bound Mission: Impossible Ransom The Rock Twister                                                                 |
| 1997    | L.A. Confidential ‡                                | Breakdown Face/Off The Game Titanic † Tomorrow Never Dies                                                         |
| 1998    | Saving Private Ryan ‡                              | The Mask of Zorro The Negotiator The Prince of Egypt Ronin A Simple Plan                                          |
| 1999    | The Green Mile ‡                                   | Arlington Road October Sky Payback The Talented Mr. Ripley The World Is Not Enough                                |
| 2000    | Wo hu cang long (Crouching Tiger, Hidden Dragon) ‡ | Charlie's Angels Gladiator † The Patriot The Perfect Storm Traffic ‡ Unbreakable                                  |
| 2001    | Memento                                            | Black Hawk Down Brotherhood of the Wolf Joy Ride The Man Who Wasn't There Mulholland Drive                        |
| 2002    | Road to Perdition                                  | The Bourne Identity Die Another Day One Hour Photo Red Dragon XXx                                                 |
| 2003    | Kill Bill (Volume 1)                               | Cold Mountain Identity The Italian Job The Last Samurai The Missing                                               |
| 2004    | Kill Bill (Volume 2)                               | The Aviator ‡ The Bourne Supremacy Collateral The Manchurian Candidate National Treasure The Phantom of the Opera |
| 2005    | Sin City                                           | Flightplan A History of Violence Kiss Kiss Bang Bang Mr. & Mrs. Smith Red Eye Oldboy                              |
| 2006    | Casino Royale                                      | The Departed † Flyboys Mission: Impossible III Notes on a Scandal Perfume: The Story of a Murderer                |
| 2007    | 300                                                | The Bourne Ultimatum Live Free or Die Hard No Country for Old Men † There Will Be Blood 3:10 to Yuma Zodiac       |
| 2008    | The Dark Knight                                    | Changeling Gran Torino 007 - Quantum of Solace Traitor Valkyrie                                                   |
| 2009    | Inglourious Basterds ‡                             | Brothers Law Abiding Citizen Sherlock Holmes The Hurt Locker † The Messenger 2012                                 |
| 2010    | Salt                                               | The Expendables The Green Hornet Red Robin Hood True Grit ‡ Unstoppable                                           |
| 2011    | Mission: Impossible – Ghost Protocol               | Fast Five The Lincoln Lawyer Red Tails Sherlock Holmes: A Game of Shadows War Horse ‡                             |
| 2012    | Skyfall                                            | The Bourne Legacy The Dark Knight Rises Django Unchained ‡ Les Miserábles ‡ Taken 2                               |
| 2013    | Fast & Furious 6                                   | The Book Thief Jack Ryan: Shadow Recruit The Lone Ranger Lone Survivor Rush                                       |
| 2014    | Unbroken                                           | Exodus: Gods and Kings Inherent Vice Lucy Noah Snowpiercer                                                        |
| 2015    | Furious 7                                          | Everest Mission: Impossible - Rogue Nation The Revenant ‡ Spectre Spy                                             |
| 2016    | Hidden Figures ‡                                   | Allied Gold Hacksaw Ridge ‡ The Legend of Tarzan The Magnificent Seven The Nice Guys                              |
| 2017    | The Greatest Showman                               | Baby Driver Dunkirk ‡ The Fate of the Furious Hostiles Kingsman: The Golden Circle                                |
| 2018-19 | Mission: Impossible – Fallout                      | Cold Pursuit Escape Room Glass John Wick: Chapter 3 – Parabellum Skyscraper                                       |
| 2019-20 | Mulan                                              | 1917 ‡ Bad Boys for Life El Camino: A Breaking Bad Movie Hobbs & Shaw The Gentlemen                               |
| 2021-22 | Top Gun: Maverick ‡                                | Death on the Nile No Time to Die West Side Story ‡ F9 RRR                                                         |
| 2022-23 | Mission: Impossible – Dead Reckoning Part One      | John Wick: Chapter 4 The Woman King The Equalizer 3 Bullet Train Fast X                                           |
| 2023-24 | Deadpool & Wolverine                               | Argylle The Fall Guy Fly Me to the Moon The Ministry of Ungentlemanly Warfare Twisters                            |